# Wong Daitempel

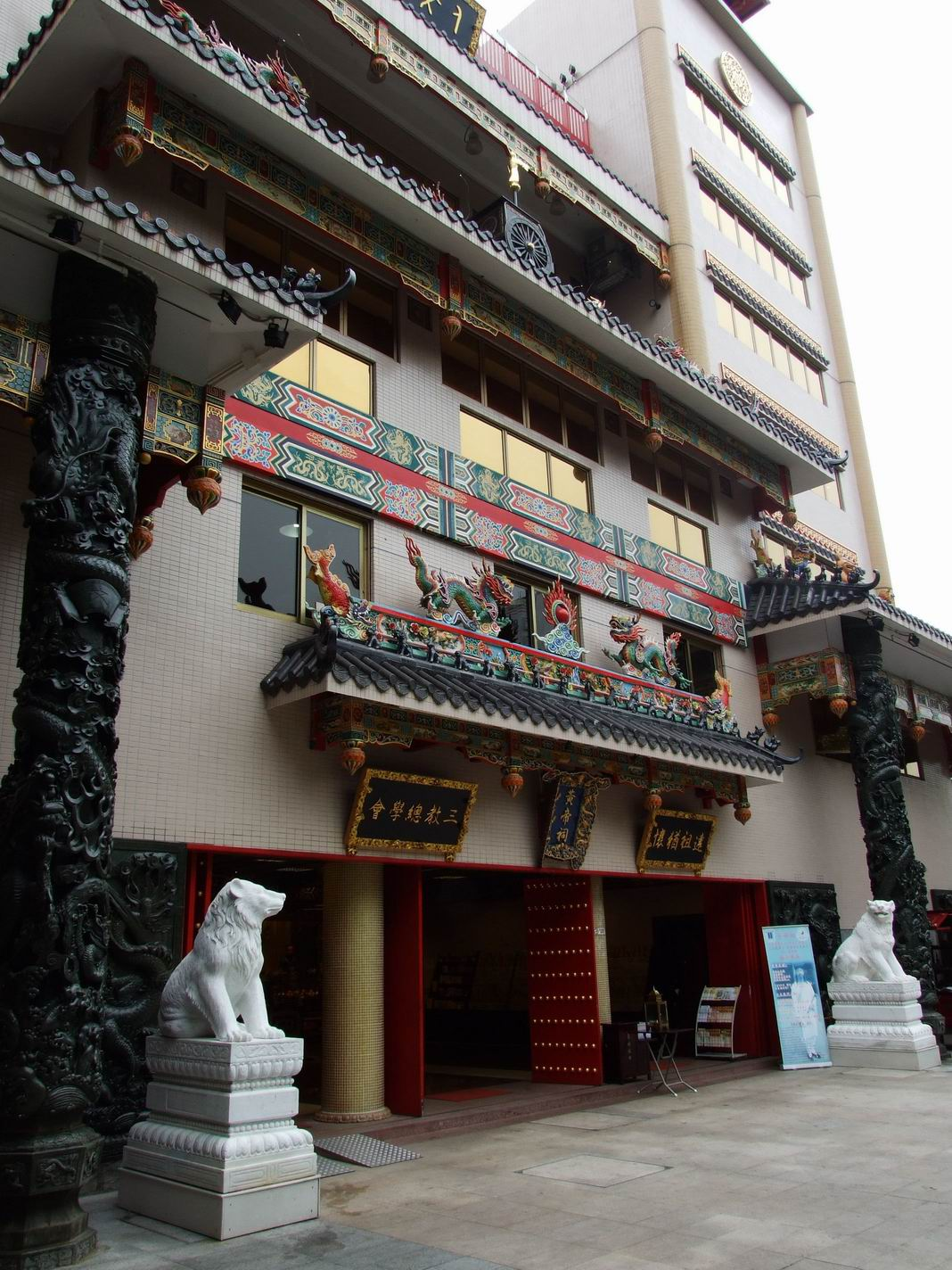

Wong Daitempel of China Emperor Hall is een daoïstische tempel gewijd aan Huang Di. Huang Di/Wong Dai wordt beschouwd als de voorouder van alle Chinezen. De tempel ligt in Fan Ling, New Territories, Hongkong. Hij werd in 1925 gesticht en van 2000 tot 2005 grondig gerenoveerd. Het is de enige grote tempel in Zuidelijk China gewijd aan Huang Di.
De tempel bestaat uit zeven verdiepingen en is behalve aan daoïsme, ook gewijd aan de andere twee religies van de Chinese volksreligie. De tempel heeft de volgende altaren/hallen:
- Altaar van Huangdi (軒轅殿)
- Altaar van Yandi/Shennong (神農殿)
- Altaar van Confucius (大成殿)
- Altaar van de Drie Kostbare Boeddha's (三寶佛)
- Altaar van de Vier Grote Bodhisattva's (四大菩薩)
- Altaar van de Drie Pure (三清殿)
- Altaar van de Drie Meesters (三師殿)

Verder zijn er nog hallen waar as in urnen wordt opgeslagen van gecremeerde mensen. Deze zijn toegankelijk voor familieleden en vrienden van de overledenen.